# Đại hội Thể thao toàn quốc 2026
Đại hội Thể thao toàn quốc 2026 là sự kiện thể thao diễn ra với 36 đoàn thể thao từ 34 tỉnh thành trên khắp cả nước. Đây là Đại hội Thể thao toàn quốc lần thứ X kể từ lần đầu tổ chức vào năm 1985. Các tỉnh Đồng Tháp và Đồng Nai được chọn tổ chức một số môn trong chương trình thi đấu cùng địa điểm chính là Thành phố Hồ Chí Minh với 60 môn thể thao.

## Đại hội

### Các đội tham dự
Dưới đây là 36 đoàn thể thao tới từ 34 tỉnh thành trên toàn quốc tham dự Đại hội: 
| Các đội tham dự |
| --- |
| - An Giang - Bắc Ninh - Cà Mau - Cần Thơ - Cao Bằng - Công an Nhân dân - Đà Nẵng - Đắk Lắk - Điện Biên - Đồng Nai - Đồng Tháp - Gia Lai - Hà Nội - Hà Tĩnh - Hải Phòng - Huế - Hưng Yên - Khánh Hòa - Lai Châu - Lâm Đồng - Lạng Sơn - Lào Cai - Nghệ An - Ninh Bình - Phú Thọ - Quân đội - Quảng Ngãi - Quảng Ninh - Quảng Trị - Sơn La - Tây Ninh - Thái Nguyên - Thanh Hóa - TP. Hồ Chí Minh - Tuyên Quang - Vĩnh Long |

### Môn thể thao
Sở VH-TT TPHCM đề xuất tổ chức 47 môn và phân môn thể thao, trong đó được phân thành các nhóm môn thể thao gồm nhóm  là các môn thể thao trong chương trình thi đấu Olympic; Nhóm 2 là các môn thể thao có trong chương trình thi đấu của Asian Games; Nhóm 3 là các môn thể thao thường xuyên có trong chương trình thi đấu của SEA Games và các môn thể thao dân tộc.
- Nhóm 1:
- Ba môn phối hợp  (chi tiết)

- Bắn cung  (chi tiết)

- Bắn súng  (chi tiết)

- Bóng bàn  (chi tiết)

- Bóng chuyền
  -  Bóng chuyền bãi biển  (chi tiết)

- -  Bóng chuyền trong nhà  (chi tiết)

- Bóng đá  (chi tiết)

- - Bóng đá nam
  - Bóng đá nữ
  - Bóng đá nam trong nhà
- Bóng ném  (chi tiết)

- - Bóng ném bãi biển
  - Bóng ném trong nhà
- Bóng rổ  (chi tiết)

- - 5x5
  - 3x3
- Cầu lông  (chi tiết)

- Cử tạ  (chi tiết)

- Thể thao dưới nước
  -  Bơi lội  (chi tiết)

- -  Nhảy cầu  (chi tiết)

- Đấu kiếm  (chi tiết)

- Điền kinh  (chi tiết)

- (bao gồm Việt dã leo núi Bà Rá)
- Đua thuyền
  -  Chèo thuyền  (chi tiết)

- -  Canoeing  (chi tiết)

- -  Kayak  (chi tiết)

- -  Đua thuyền buồm  (chi tiết)

- -  Đua thuyền truyền thống  (chi tiết)

- Đua xe đạp  (chi tiết)

- - Xe đạp đường trường
  - Xe đạp địa hình
- Golf  (chi tiết)

- Judo  (chi tiết)

- Quần vợt  (chi tiết)

- Quyền Anh  (chi tiết)

- Taekwondo  (chi tiết)

- Thể dục dụng cụ  (chi tiết)

- Vật
  -  Vật tự do  (chi tiết)

- -  Vật cổ điển  (chi tiết)

- -  Vật bãi biển  (chi tiết)

- Nhóm 2:
- Cầu mây  (chi tiết)

- Jujitsu  (chi tiết)

- Karate  (chi tiết)

- Kurash  (chi tiết)

- Pa-tin thể thao  (chi tiết)

- Thể thao điện tử  (chi tiết)

- Wushu  (chi tiết)

- Nhóm 3:
- Bi-a  (chi tiết)

- Muay Thái  (chi tiết)

- Thể hình  (chi tiết)

- Bi sắt  (chi tiết)

- Kickboxing  (chi tiết)

- Bowling  (chi tiết)

- Cờ
  -  Cờ vua  (chi tiết)

- -  Cờ tướng  (chi tiết)

- -  Cờ vây  (chi tiết)

- Khiêu vũ thể thao  (chi tiết)

- Vovinam  (chi tiết)

- Đá cầu  (chi tiết)

- Đẩy gậy  (chi tiết)

- Lân - Sư - Rồng  (chi tiết)

- Lặn  (chi tiết)

- Kéo co  (chi tiết)

- Pencak silat  (chi tiết)

- Pickleball  (chi tiết)

- Võ cổ truyền  (chi tiết)